# Motim de Oakwood
Motim de Oakwood ocorreu nas Filipinas em 27 de julho de 2003 quando um grupo de cerca de 300 desertores armados das Forças Armadas das Filipinas e da Polícia Nacional das Filipinas liderados pelos Capitão do Exército Gerardo Gambala e Tenente da Marinha Antonio Trillanes IV contra a administração de Gloria Macapagal Arroyo. O grupo apreendeu e ocupou à força o Oakwood Premier em Glorietta, Makati, por quase 20 horas. Eles exigiram a renúncia da presidente Gloria Macapagal Arroyo, do secretário de Defesa Angelo Reyes, do diretor-geral da Polícia Nacional, Hermogenes Ebdane, e do chefe do serviço de inteligência das Forças Armadas, Victor Corpus. Também expuseram as suas queixas contra o sistema militar e as anomalias nas Forças Armadas. A intentona golpista foi fortemente coberta pela imprensa local, que apelidou o grupo de "Magdalo" em referência à sua insígnia, que alude à facção Magdalo durante a Revolução Filipina, apesar do grupo se autodenominar oficialmente "Bagong Katipuneros" (trad. Novos Katipuneros). O motim terminou depois que o governo negociou com sucesso com o grupo. Vários de seus participantes proeminentes, incluindo Trillanes e Gambala, foram posteriormente processados.
Uma investigação oficial foi lançada posteriormente. Um relatório final divulgado em outubro do mesmo ano identificou os líderes golpistas, bem como sublinhou a necessidade de modernização das forças armadas filipinas. Trillanes concorreu e acabou ganhando um assento para senador nas eleições de 2007 sob a coalizão Oposição Genuína, apesar de estar na prisão. Ele tentou outro golpe contra Arroyo em 2007, mas também falhou. Posteriormente, foi libertado em 2010, após uma ordem executiva emitida por Arroyo. Entretanto, Gambala e oito outros responsáveis rebeldes receberam mais tarde um perdão presidencial em 2008, após admitirem culpa. Eles foram dispensados do serviço militar após se declararem culpados no tribunal militar.